# زلزال الشيشان 2008
وقع زلزال الشيشان في 11 تشرين الأول/أكتوبر عام 2008 في تمامِ الساعة 09:06:10 بالتوقيت العالمي في الشيشان وبلغت شدّتهُ 5,8 حيثُ تسبَّبَ في وفاةِ 13 شخصًا من مناطق غوديرميس وشالينسكي وكورشالوفسكي. شُوهدت النطقة الرئيسية في شمال القوقاز وحتى في أرمينيا وجورجيا اللاتي شهدتَا عددًا من العواصف المتوسِّطة وسلسلة من الهزات الارتدادية ما نتجَ عنهُ إصابة حوالي 116 شخصًا بجروحٍ متفاوتة الخطورة.
شهدت داغستان وإنغوشيتيا وأوسيتيا الشمالية وستافروبول أيضًا بعض الهزات؛ مع ما مجموعه 16 صدمة تراوحت شدتها بين 3 حتى ستّ درجات على مقياس ريختر. لقد استمرت بعض الهزات حتى 30 ثانية؛ مما تسبب في أضرار مادية كبيرة خاصة على مستوى المباني؛ بل تُركَ حوالي 52,000 شخص بدون كهرباء في ثلاث مناطق، وتعطلت الاتصالات والطرق في الشيشان.
احتاجت خمسمائة أسرة في بلدة كورشالوي التي تضررت بشدة إلى ملاجئ؛ كما تمَّ إخلاءُ المستشفى المحلي في تلك المدينة تحسبًا لأيّ طارئ، بينما تعرضت العاصِمة غروزني لبعض «الأضرار البسيطة» التي اقتصرت على تكسُّرِ بعض النوافذ. من جهةٍ أخرى؛ قالَ رمضان قديروف رئيس الشيشان: «لقد تلقينا تقارير عن الأضرار التي لحقت بمناطق مختلفة ... ستحصلُ كل [ضحية] على المساعدة والدعم اللازمين.» الجدير بالذكرِ هنا أنَّ هزة ارتدادية شدتها 5.3 درجة قد أعادت ضرب المنطقة بعد حوالي 16 دقيقة من الزلزال الأول.